# Buček elektronické součástky
Buček – elektronické součástky je malá rodinná firma v Brně, která nabízí radioamatérům i firmám a školám nejen moderní součástky, nářadí, desky plošných spojů, programování integrovaných obvodů, ale také těžko sehnatelné součástky z doby socialismu. Pracuje zde  i zakladatel české Wikipedie Miroslav Malovec.

## Historie
Firmu založil v roce 1991 Jaromír Buček (1951–2021), bývalý vrchní mistr na učilišti v Sokolnicích, obor elektro. Začínal velice skromně ve sklepních prostorech panelového domu, než se mu podařilo pronajmout prodejnu ve městě. Skoupil součástky zbylé z výroby z brněnských fabrik a doplnil je moderním zbožím, přesto právě o starší součástky je stále největší zájem, a to i ve firmách. Celostátní známosti dosáhl prodejem destiček plošných spojů, které vycházely v Amatérském rádiu a v nástupnickém časopise Praktická elektronika a nabízel je ve svém e-shopu. Jaromír Buček zemřel v roce 2021 a firmu vede jeho syn Richard Buček.